# Pam Allan
Hon. Pamela „Pam“ Diane Allan (* 4. Februar 1953) ist eine australische Politikerin der Australian Labor Party ALP, die zwischen 1988 und 2007 Mitglied im Parlament von New South Wales war und von 1995 bis 1999 das Amt der Umweltministerin bekleidete.

## Leben
Pamela „Pam“ Diane Allan absolvierte nach dem Schulbesuch ein grundständiges Studium, welches sie mit einem Bachelor of Arts (B.A. (Hons)) mit Auszeichnung beendete. Ein Studium der Pädagogik an der Universität Sydney schloss sie mit einem Diplom ab. Bereits als Studentin trat sie 1971 dem Ortsverein Toongabbie der Australian Labor Party ALP als Mitglied bei und war Sekretärin sowie Präsidentin von Australian Young Labor, der Jugendorganisation der Partei. Später war sie zwischenzeitlich Sekretärin des Ortsvereins Wentworthville, Leitende Vizepräsidentin der Frauenkonferenz der Arbeiterpartei und wurde 1982 Mitglied des Schlichtungsausschusses der Partei, des Disputes Committee. Ihr politisches Engagement in der Kommunalpolitik begann sie 1983 als Mitglied des Stadtrates von Parramatta City, dem sie bis 1987 angehörte. Daneben war sie Delegierte und später Vorsitzende der Regionalorganisation der Stadt- und Gemeinderäte von West-Sydney und engagierte sich als Sekretärin des Komitees zum 200-jährigen Jubiläum der "dritten Siedlungswelle" sowie des Komitees für die Stadtjubiläen von Wentworthville.
Pam Allan wurde am 19. März 1988 für die Australian Labor Party erstmals Mitglied im Parlament von New South Wales und vertrat in der Legislativversammlung (New South Wales Legislative Assembly) zunächst bis zum 3. Mai 1991 den Wahlkreis Wentworthville. Im Anschluss war sie zwischen dem 25. Mai 1991 und dem 5. März 1999 Vertreterin des Wahlkreises Blacktown, ehe sie vom 27. März 1999 und dem 2. März 2007 abermals den Wahlkreis Wentworthville vertrat. Am 1. Januar 1988 wurde sie in das Schattenkabinett des Labour-Vorsitzenden Bob Carr berufen und war dort bis zum 1. März 1995 als Shadow Minister for Planning, Environment and Women’s Affairs zuständig für die Bereiche Planung, Umwelt und Frauenangelegenheiten.
Nach dem Wahlsieg der Labour Party übernahm Pam Allan im Kabinett des nunmehrigen Premierministers Bob Carr das Amt der Umweltministerin (Minister for the Environment), welches sie bis zum 8. April 1999 innehatte. Nach ihrem Ausscheiden aus der Regierung war sie in der Legislativversammlung vom 3. Juni 1999 bis zum 28. Februar 2003 erst Vizevorsitzende des Rechnungsprüfungsausschusses (Public Accounts Committee) sowie danach zwischen dem 8. Mai 2003 und dem 2. März 2007 Vorsitzende des Ständigen Ausschusses für die Bewirtschaftung natürlicher Ressourcen (Standing Committee on Natural Resource Management). Daneben fungierte sie vom 30. August 2000 bis zum 11. Dezember 2002 als Vorsitzende des Sonderausschusses für den Salzgehalt von Gewässern, dem Select Committee on Salinity, und zwischen dem 14. Februar 2002 und 28. Februar 2003 auch als Repräsentantin der Legislativversammlung im Rat der Macquarie University, einer Universität im Norden von Sydney.